# Warmsdorf (Güsten)
Warmsdorf ist ein Ortsteil der Stadt Güsten in der Verbandsgemeinde Saale-Wipper im Salzlandkreis in Sachsen-Anhalt.

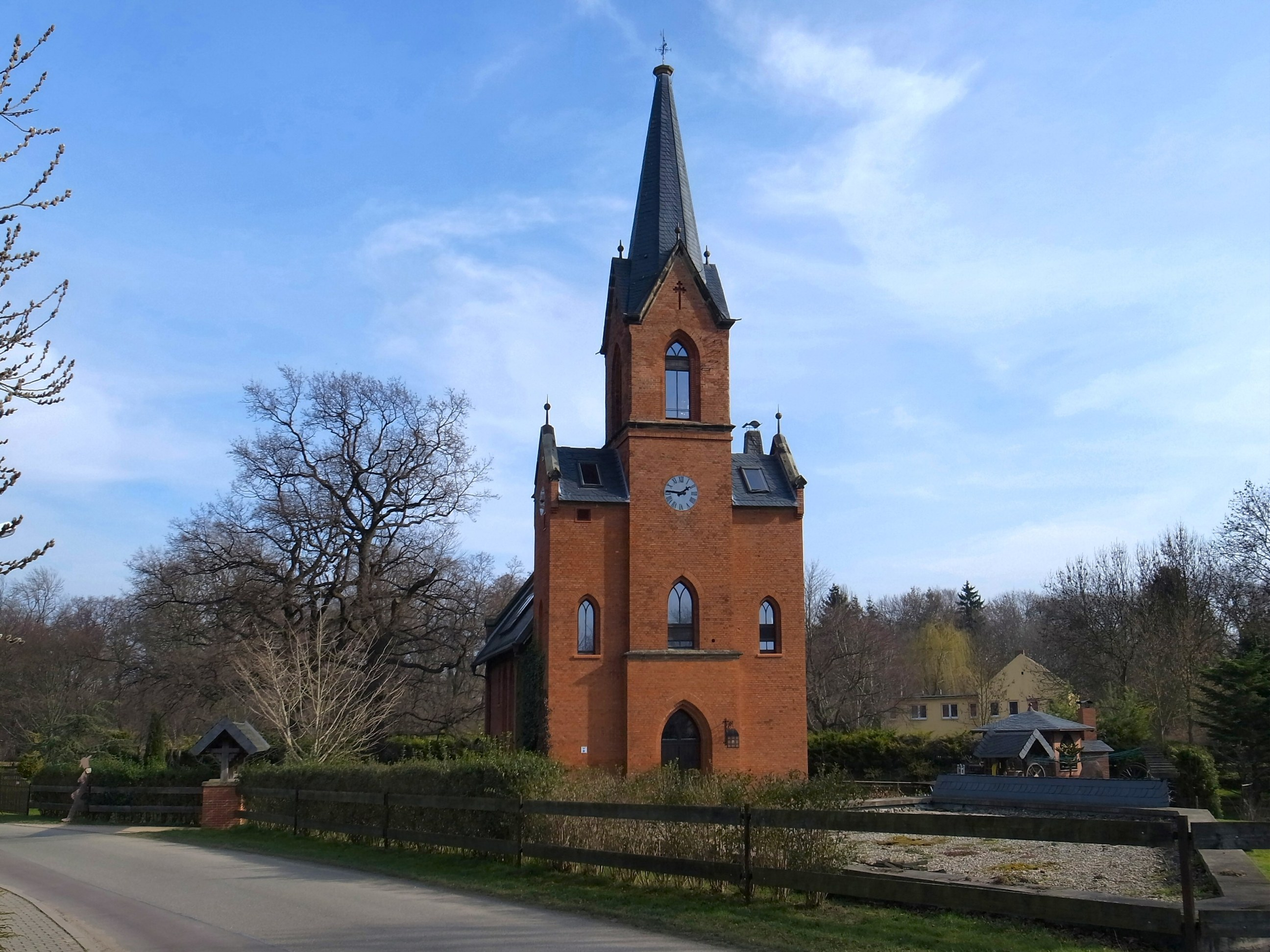
Die einstige Kirche Warmsdorf, nun eine Pension

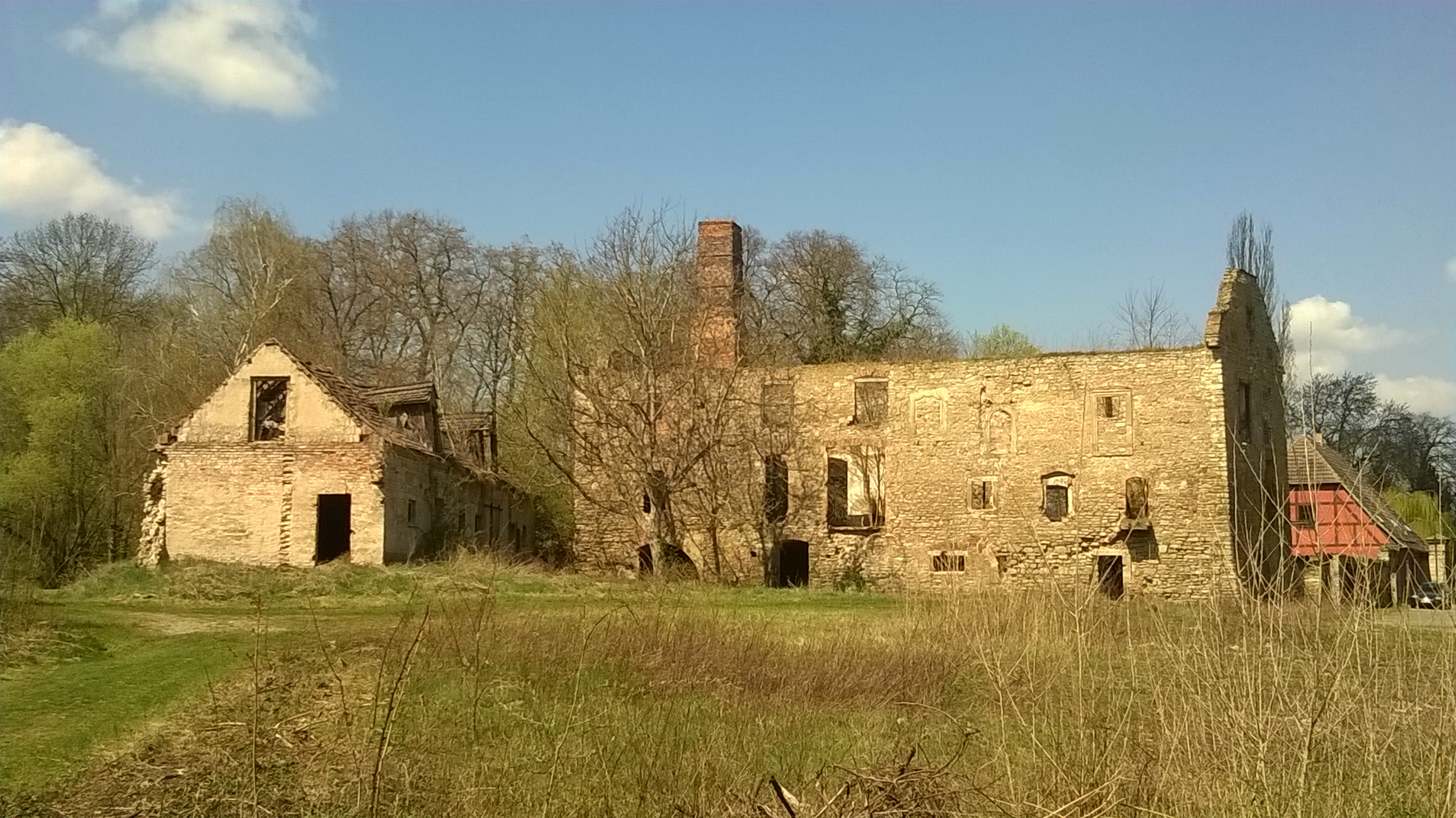
Schloss Warmsdorf

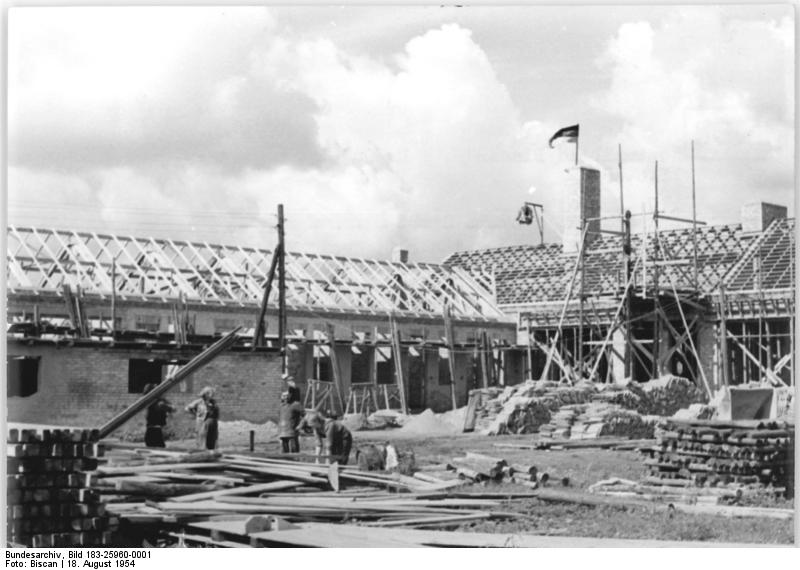
Bau der Maschinen-Traktoren-Station (MTS) 1954

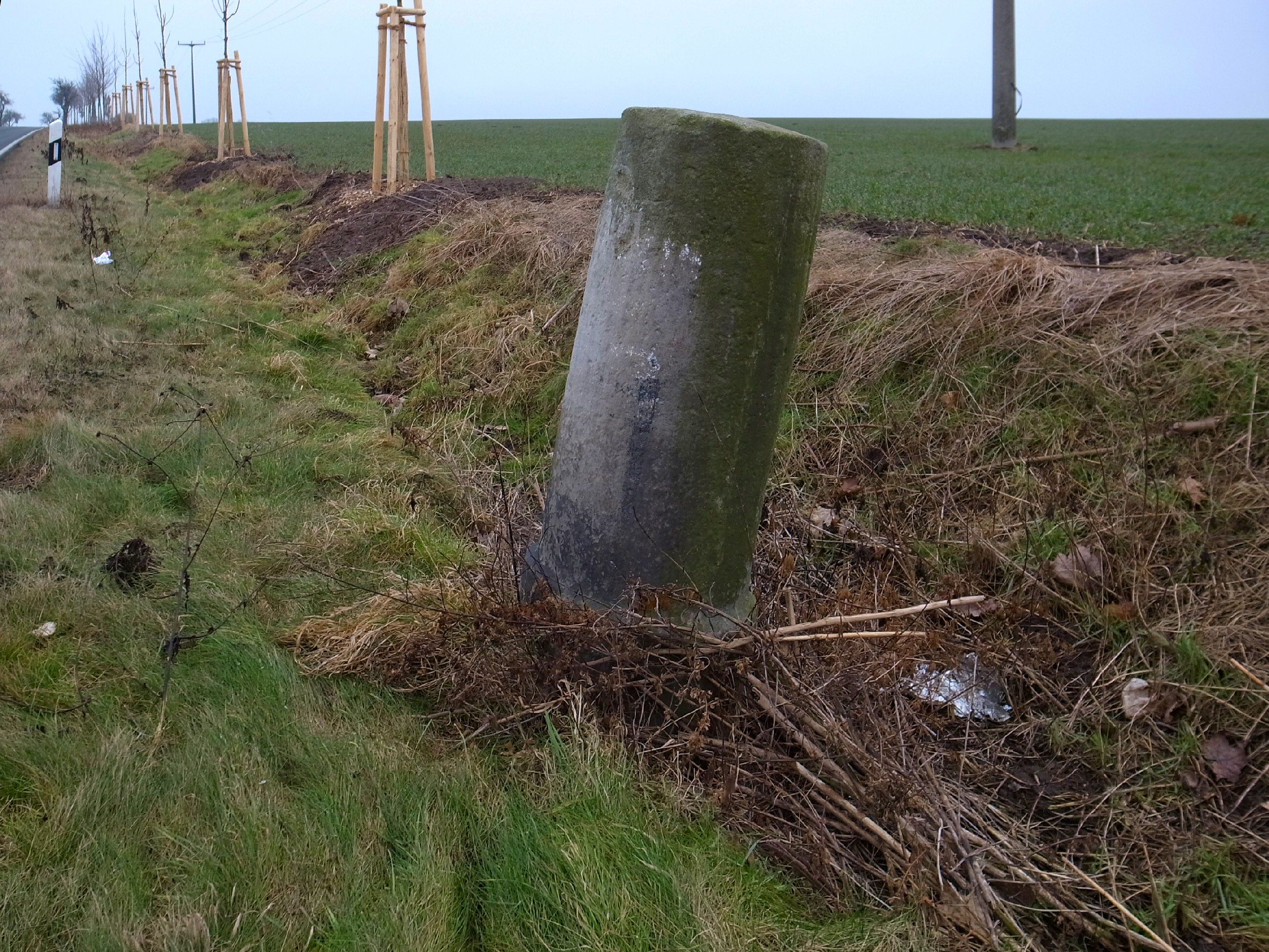
Anhaltischer Meilenstein bei Warmsdorf

## Lage
Warmsdorf liegt etwa 3 km südwestlich der Ortsmitte von Güsten. Nach Aschersleben im Südwesten sind es circa 8 km. Zur Bundesstraße 6n sind es nach Norden knapp einen Kilometer und zur Bundesautobahn 14 nach Osten 5 km. Zwei Kilometer südlich an der Landstraße befindet sich der 1838 errichtete Obelisk bei Giersleben.

## Geschichte
Warmsdorf wurde als Warmeresthorpe 1018 erstmals erwähnt. Eine Wasserburg an der Wipper existierte bereits 1268. Im Zug einer Erbteilung fielen 1546 die Burgen Warmsdorf, Plötzkau, Harzgerode und Güntersberge dem protestantischen Fürsten Georg III. von Anhalt-Dessau zu. Auf ihn geht die Gründung der ersten lutherischen Pfarrgemeinde des Ortes im 16. Jahrhundert zurück. Er machte 1547 die Burg Warmsdorf zu seiner Residenz. Die Burganlage und die Herrensitze wurden in dieser Zeit umgebaut. In der Zeit bis 1552 wurde unter Georg III. das heutige Schloss Warmsdorf erbaut. Während der Dessauer Pestepidemie 1552 verlegte Fürst Joachim den anhalt-dessauischen Fürstenhof hierher.
Warmsdorf und das umliegende Gebiet wurde bei der erneuten anhaltischen Erbteilung 1606 in eine Exklave des Fürstentums Anhalt-Köthen innerhalb des Fürstentums Anhalt-Bernburg umgewandelt. Der erste Regent des neuen Landes war Fürst Ludwig von Anhalt-Köthen. 1619 bis 1620 ließ er den bekannten Didaktiker Wolfgang Ratke im Schlossturm gefangen halten. Am 27. März 1623 fand in Warmsdorf eine Fürstenversammlung statt.
Von 1716 bis zum Tode seines Bruders und Amtsvorgängers, des Bach-Mäzens Leopold im Jahre 1728 verbrachte der spätere Fürst August Ludwig zwölf Jahre im Warmsdorfer Schloss. Warmsdorf war lange Zeit selbständig, dann ein Ortsteil der Gemeinde Amesdorf.
Die ehemalige evangelische Kirche Warmsdorfs entging 1985 einem geplanten Abriss nur durch fehlende finanzielle Mittel. Im Jahre 1990 ging sie in Privatbesitz über und wurde in ein dreigeschossiges Wohngebäude umfunktioniert, das heute (2017) als Beherbergungsbetrieb dient.
Zum 1. Januar 2010 wurden Amesdorf und Warmsdorf, welche bis dahin von der Stadt Staßfurt verwaltet wurden, nach Güsten eingemeindet.